# Alessandro Pessot
Alessandro Pessot, né le 1er juillet 1995 à Conegliano (Frioul), est un coureur cycliste italien.

## Palmarès et résultats

### Palmarès par année
- 2016
  - Grand Prix de la ville d'Empoli
- 2017
  - Carpathian Couriers Race :
    - Classement général
    - 1re étape

  - 3e du Grand Prix de la ville de Pontedera
  - 3e du Circuito dell'Assunta
- 2018
  - Circuit de Cesa
  - 2e du Grand Prix Kranj
  - 2e du Gran Premio Ciclistico Arcade

### Classements mondiaux
| Année                                 | 2017 | 2018  | 2019  |
| ------------------------------------- | ---- | ----- | ----- |
| Classement mondial                    | 952e | 1502e | 2317e |
| UCI Europe Tour                       | 595e | 958e  | 1486e |
|                                       |      |       |       |
| Légende : nc = non classéSource : UCI |      |       |       |